# Guillermo Rivera-Aránguiz
Guillermo Andres Rivera Aránguiz (San Felipe, 2 de fevereiro de 1989) é um tenista profissional chileno.
Foi medalhista de prata em duplas mistas com Andrea Koch Benvenuto, em 2011 no Tênis nos Jogos Pan-Americanos.